# وودلند (شهرستان داج، ویسکانسین)
وودلند (به انگلیسی: Woodland) یک منطقهٔ مسکونی در ایالات متحده آمریکا است که در شهرستان دوج، ویسکانسین واقع شده‌است.